# Podkomorzy wielki litewski
Podkomorzy wielki litewski, czy też nadworny litewski – urząd dworski  w Wielkim Księstwie Litewskim, odpowiednik podkomorzego nadwornego koronnego, którego obowiązki przejmował, gdy król przebywał na Litwie. W związku z tym, że nie działo się to zbyt często, urząd ten miał znacznie mniejsze znaczenie niż jego odpowiednik w Koronie. Podkomorzy nadworny litewski urzędował na dworze i przyjmował prośby do króla od mieszkańców ziem litewskich.
Urząd podkomorzego litewskiego sprawowali m.in.:
- 1428–... : Jerzy Strumiłło
- ...–1527: Jerzy Pacewicz
- 1527–1542: Mikołaj Jurjewicz Pac[1]
- 1544–1572: Grzegorz Chodkiewicz[2]
- 1572–1587: Ostafi Bohdanowicz Wołłowicz
- 1618–1630: Eustachy Wołłowicz
- 1630–1633: Stefan Pac
- 1633–1646: Janusz Radziwiłł
- 1646–1698: Feliks Jan Pac[3]
- 1698–1702: Jan Krzysztof Pac[4]
- 1702–1709: Jan Połubiński
- 1709–1734: Bogusław Ernest Denhoff
- 1734–1736: Ignacy Aniceta Zawisza
- 1736–1742: Jerzy August Mniszech
- 1742–1759: Jan Karol Mniszech
- 1759–1779: Stanisław Radziwiłł
- 1779–1786: Hieronim Wincenty Radziwiłł
- 1786–1790: Maciej Radziwiłł[5]
- 1790–1791: Stanisław Sołtan[6]
- 1791–1795: Ludwik Szymon Gutakowski